# Gabriello Lancelotto Castelli di Torremuzza
Gabriello Lancelotto Castelli, principe di Torremuzza, marchese della Motta d'Affermo, conte di Gagliano (Palermo, 4 maggio 1809 – Palermo, 16 giugno 1894), è stato un imprenditore e politico italiano.